# Suchowola (rejon nowogrodzki)
Suchowola (ukr. Суховоля) – wieś na Ukrainie w rejonie zwiahelskim obwodu żytomierskiego.
Do 2020 w rejonie nowogrodzkim.